# Готеривский ярус
| система | отдел    | ярус          | Ниж. граница, млн лет |
| --- | -------- | ------------- | --------------------- |
| Палеоген | Палеоцен | Датский       | 66,0                  |
| Мел | Верхний  | Маастрихтский | 72,2 ±0,2             |
| Мел | Верхний  | Кампанский    | 83,6 ±0,2             |
| Мел | Верхний  | Сантонский    | 85,7 ±0,2             |
| Мел | Верхний  | Коньякский    | 89,8 ±0,3             |
| Мел | Верхний  | Туронский     | 93,9 ±0,2             |
| Мел | Верхний  | Сеноманский   | 100,5 ±0,1            |
| Мел | Нижний   | Альбский      | 113,2 ±0,3            |
| Мел | Нижний   | Аптский       | 121,4 ±0,6            |
| Мел | Нижний   | Барремский    | 125,77*               |
| Мел | Нижний   | Готеривский   | 132,6 ±0,6            |
| Мел | Нижний   | Валанжинский  | 137,05 ±0,2           |
| Мел | Нижний   | Берриасский   | 143,1 ±0,6            |
| Юра | Верхняя  | Титонский     | больше                |
| Деление и золотые гвозди в соответствии с IUGS по состоянию на декабрь 2024 года *Золотой гвоздь отмечен в шкале, но в действительности ещё не ратифицирован. |          |               |                       |

Готери́вский ярус (готерив, K1h) — третий снизу геологический ярус нижнего отдела мелового периода. Подстилается валанжинским и перекрывается барремским ярусами. В геохронологической шкале соответствует готеривскому веку, который продолжался от примерно 132,6 до 125,77 млн лет назад.

## Описание
Выделен швейцарским геологом Эженом Реневье в 1874 году. Своё название получил от горы Отерив вблизи города  Невшатель (Швейцария).
К готеривскому ярусу были отнесены голубоватые мергели и желтоватые зоогеновые и оолитовые известняки. В этих породах, особенно в мергелях, встречаются многочисленные морские ежи, двустворчатые моллюски и аммониты. Среди пород готеривского яруса преобладают глины и песчаники, в Закавказье распространены известняки.
В пределах Восточно-Европейской платформы к ярусу, возможно, относится нижняя часть глин, охарактеризованных своеобразными аммонитами рода Simbirskites.